# 北塩原村

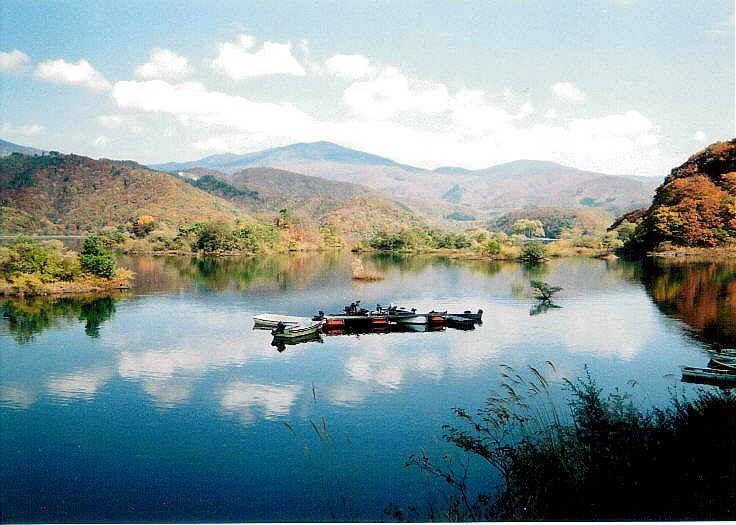
秋元湖

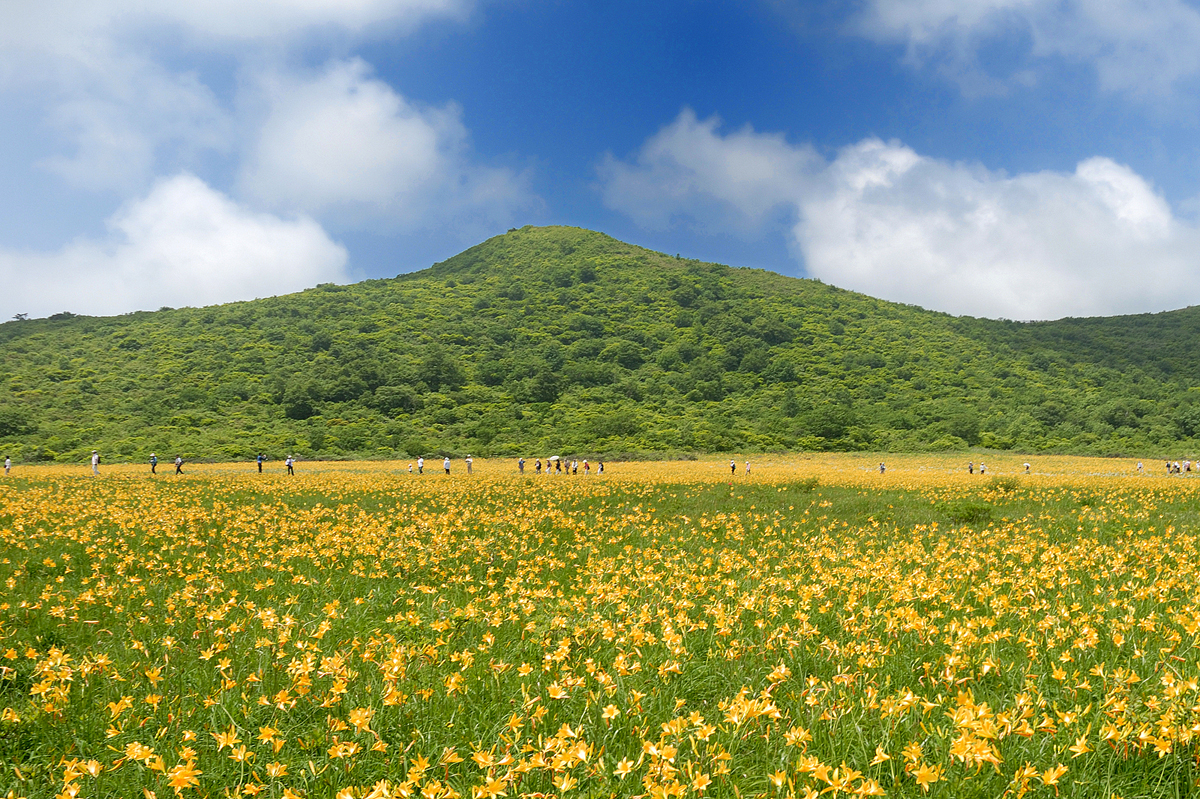
雄国沼湿原とニッコウキスゲ

北塩原村（きたしおばらむら）は、福島県会津地方北部に位置し、耶麻郡に属する村。

## 概要
福島県の北西部に位置し、村の総面積の86％を山林が占める。日本百名山のひとつである磐梯山と桧原湖・五色沼をはじめとする大小300余りの湖沼群を有する「裏磐梯」の地元であり、農業のほか、自然豊かな観光資源を基とする産業が発達している。村名は、合併前に存した
北山村・大塩村・檜原村から一字ずつ取ったもの。特産品に、ワカサギ、イワナ、ヤマメ、高原野菜、きゅうり、ソバ、アスパラガス、なめこ、じゅんさい、花嫁ささげ、会津山塩、ハーブ、木工品などがある。

## 地理
村の西部が北山、中央部が大塩、東部が桧原である。標高は北山が200～300m、大塩が400～500m、桧原が800～1000mである。
磐梯山の北麓に位置する地域は裏磐梯と呼ばれ、夏には登山客、冬にはスキー客が多く訪れる。桧原湖は1888年の磐梯山噴火の際に周囲の川を堰きとめてできた湖であり、冬場は氷結した湖上でのワカサギ釣り、夏場はバスフィッシングなどでにぎわっている。高曽根山からは大塩川が大塩・北山地区を流れており、流域には農地が広がる。
- 山：磐梯山、西吾妻山
- 川：大塩川、中津川渓谷、小野川不動滝
- 湖：桧原湖、小野川湖、秋元湖、曽原湖、五色沼、雄国沼

### 隣接する自治体
- 福島県
  - 喜多方市
  - 耶麻郡猪苗代町
  - 耶麻郡磐梯町
- 山形県
  - 米沢市

## 気候
ケッペンの気候区分によると、北塩原村は湿潤大陸性気候・亜寒帯湿潤気候（Dfb）に属する。12月から3月にかけて日平均気温が氷点下となり、寒さが厳しい。降雪量が多く、周辺の自治体と同様に特別豪雪地帯に指定されている。
冬季は、近年でも-20℃を下回る気温が観測され、2012年2月1日に-22.9℃、2018年1月15日に-21.7℃を観測している。
| 桧原（1991年 - 2020年）の気候      | 桧原（1991年 - 2020年）の気候 | 桧原（1991年 - 2020年）の気候 | 桧原（1991年 - 2020年）の気候 | 桧原（1991年 - 2020年）の気候 | 桧原（1991年 - 2020年）の気候 | 桧原（1991年 - 2020年）の気候 | 桧原（1991年 - 2020年）の気候 | 桧原（1991年 - 2020年）の気候 | 桧原（1991年 - 2020年）の気候 | 桧原（1991年 - 2020年）の気候 | 桧原（1991年 - 2020年）の気候 | 桧原（1991年 - 2020年）の気候 | 桧原（1991年 - 2020年）の気候 |
| 月                                 | 1月                           | 2月                           | 3月                           | 4月                           | 5月                           | 6月                           | 7月                           | 8月                           | 9月                           | 10月                          | 11月                          | 12月                          | 年                            |
| ---------------------------------- | ----------------------------- | ----------------------------- | ----------------------------- | ----------------------------- | ----------------------------- | ----------------------------- | ----------------------------- | ----------------------------- | ----------------------------- | ----------------------------- | ----------------------------- | ----------------------------- | ----------------------------- |
| 最高気温記録 °C （°F）             | 10.0 (50)                     | 13.9 (57)                     | 16.1 (61)                     | 24.4 (75.9)                   | 29.2 (84.6)                   | 30.1 (86.2)                   | 31.5 (88.7)                   | 32.0 (89.6)                   | 30.4 (86.7)                   | 25.5 (77.9)                   | 20.6 (69.1)                   | 16.6 (61.9)                   | 32.0 (89.6)                   |
| 平均最高気温 °C （°F）             | −0.6 (30.9)                   | 0.2 (32.4)                    | 3.9 (39)                      | 10.8 (51.4)                   | 17.4 (63.3)                   | 20.7 (69.3)                   | 24.1 (75.4)                   | 25.5 (77.9)                   | 21.3 (70.3)                   | 15.2 (59.4)                   | 8.9 (48)                      | 2.4 (36.3)                    | 12.5 (54.5)                   |
| 日平均気温 °C （°F）               | −4.2 (24.4)                   | −4.0 (24.8)                   | −0.7 (30.7)                   | 5.0 (41)                      | 11.5 (52.7)                   | 15.7 (60.3)                   | 19.7 (67.5)                   | 20.6 (69.1)                   | 16.4 (61.5)                   | 10.1 (50.2)                   | 4.2 (39.6)                    | −1.2 (29.8)                   | 7.8 (46)                      |
| 平均最低気温 °C （°F）             | −8.8 (16.2)                   | −9.4 (15.1)                   | −5.7 (21.7)                   | −0.4 (31.3)                   | 5.4 (41.7)                    | 10.8 (51.4)                   | 15.7 (60.3)                   | 16.4 (61.5)                   | 12.0 (53.6)                   | 5.3 (41.5)                    | −0.3 (31.5)                   | −5.1 (22.8)                   | 3.0 (37.4)                    |
| 最低気温記録 °C （°F）             | −21.7 (−7.1)                  | −22.9 (−9.2)                  | −18.1 (−0.6)                  | −10.9 (12.4)                  | −2.9 (26.8)                   | 0.5 (32.9)                    | 4.8 (40.6)                    | 5.6 (42.1)                    | 0.5 (32.9)                    | −5.5 (22.1)                   | −11.9 (10.6)                  | −16.7 (1.9)                   | −22.9 (−9.2)                  |
| 降水量 mm （inch）                 | 145.1 (5.713)                 | 110.3 (4.343)                 | 119.1 (4.689)                 | 113.1 (4.453)                 | 117.9 (4.642)                 | 151.4 (5.961)                 | 259.2 (10.205)                | 214.7 (8.453)                 | 160.1 (6.303)                 | 136.2 (5.362)                 | 130.7 (5.146)                 | 165.2 (6.504)                 | 1,822.8 (71.764)              |
| 平均降水日数 （≥1.0 mm）           | 19.9                          | 17.3                          | 16.9                          | 13.8                          | 12.3                          | 12.3                          | 16.3                          | 12.9                          | 13.4                          | 12.7                          | 15.6                          | 20.3                          | 183.8                         |
| 平均月間日照時間                   | 42.9                          | 53.3                          | 92.7                          | 143.1                         | 166.6                         | 134.1                         | 112.6                         | 151.5                         | 115.8                         | 108.1                         | 82.3                          | 53.1                          | 1,256.1                       |
| 出典1：Japan Meteorological Agency |                               |                               |                               |                               |                               |                               |                               |                               |                               |                               |                               |                               |                               |
| 出典2：気象庁                      |                               |                               |                               |                               |                               |                               |                               |                               |                               |                               |                               |                               |                               |

## 歴史

### 年表
- 1954年（昭和29年）3月31日 - 耶麻郡北山村、大塩村、檜原村が新設合併し、耶麻郡北塩原村が発足。
- 1959年（昭和34年）11月6日 - 磐梯吾妻道路が供用開始。
- 1970年（昭和45年）6月1日 - 磐梯山有料道路が供用開始。
- 1993年（平成5年）4月1日 - 国道459号が制定。

## 人口
| 北塩原村（に相当する地域）の人口の推移 \| 1970年（昭和45年） \| 4,287人 \| \| \| 1975年（昭和50年） \| 4,010人 \| \| \| 1980年（昭和55年） \| 3,869人 \| \| \| 1985年（昭和60年） \| 3,749人 \| \| \| 1990年（平成2年） \| 3,812人 \| \| \| 1995年（平成7年） \| 3,859人 \| \| \| 2000年（平成12年） \| 3,644人 \| \| \| 2005年（平成17年） \| 3,475人 \| \| \| 2010年（平成22年） \| 3,185人 \| \| \| 2015年（平成27年） \| 2,831人 \| \| \| 2020年（令和2年） \| 2,556人 \| \| |         |  |
| 総務省統計局 国勢調査より |         |  |
| 1970年（昭和45年） | 4,287人 |  |
| 1975年（昭和50年） | 4,010人 |  |
| 1980年（昭和55年） | 3,869人 |  |
| 1985年（昭和60年） | 3,749人 |  |
| 1990年（平成2年） | 3,812人 |  |
| 1995年（平成7年） | 3,859人 |  |
| 2000年（平成12年） | 3,644人 |  |
| 2005年（平成17年） | 3,475人 |  |
| 2010年（平成22年） | 3,185人 |  |
| 2015年（平成27年） | 2,831人 |  |
| 2020年（令和2年） | 2,556人 |  |

## 行政
歴代村長（1954年から）
- 加勢粂治
- 小椋美登利 (1958-1962)
- 武藤正雄 (1962-1970)
- 鈴木格 (1970-1985)
- 安部耕吉 (1985-1992)
- 高橋伝 (1992-2008)
- 小椋敏一 (2008-2020)
- 遠藤和夫 (2020-)

## 経済
主な産業
- 農業（北山地区・大塩地区）
- 観光（裏磐梯地区・桧原地区）
- 製塩（大塩地区）
  - 江戸時代以前から大塩裏磐梯温泉で塩が取られ、会津藩の御用塩になっていた[3]。
- 金融機関
  - 会津よつば農業協同組合北塩原支店（指定金融機関）

## 郵便
- 北塩原郵便局（集配局）
- 裏磐梯郵便局
- 檜原郵便局
- 北山簡易郵便局

## 学校・育児機関
幼稚園
- 北塩原村立さくら幼稚園
- 北塩原村立裏磐梯幼稚園

小学校
- 北塩原村立さくら小学校
- 北塩原村立裏磐梯小学校

中学校
- 北塩原村立第一中学校
- 北塩原村立裏磐梯中学校

## 交通

### 鉄道
村内を鉄道路線は通っていない。鉄道を利用する場合の最寄り駅は、JR東日本磐越西線猪苗代駅あるいは喜多方駅。

### 路線バス
- かつては磐梯東都バスがあったが、現在は撤退し会津バスおよび村営のコミュニティバス(下記)がある[4]。
  - 小野川～蛇平～五色沼入口～裏磐梯小・中学校～小野川湖入口
  - 早稲沢～金山～桧原～道の駅裏磐梯～大塩新田
  - 北塩原郵便局～下川前～上川前

### 道路
- 高速道路
  - 村内にICは無い。猪苗代磐梯高原ICを降りて、国道115号を北上し、国道459号に入る。もしくは会津若松ICを降り国道121号を北上後、喜多方市内で国道459号を東側に進むと間もなく北塩原村に着く。
- 有料道路
  - 磐梯吾妻道路
  - 磐梯山有料道路
- 一般国道
  - 国道459号
- 主要地方道
  - 山形県道・福島県道2号米沢猪苗代線
  - 福島県道64号会津若松裏磐梯線
  - 福島県道69号北山会津若松線
  - 福島県道70号福島吾妻裏磐梯線
- 道の駅
  - 道の駅裏磐梯

## 観光名所
- 名水百選「小野川湧水」
- 大塩裏磐梯温泉
- 諸橋近代美術館
- 磐梯朝日国立公園
- 星野リゾート 猫魔スキー場

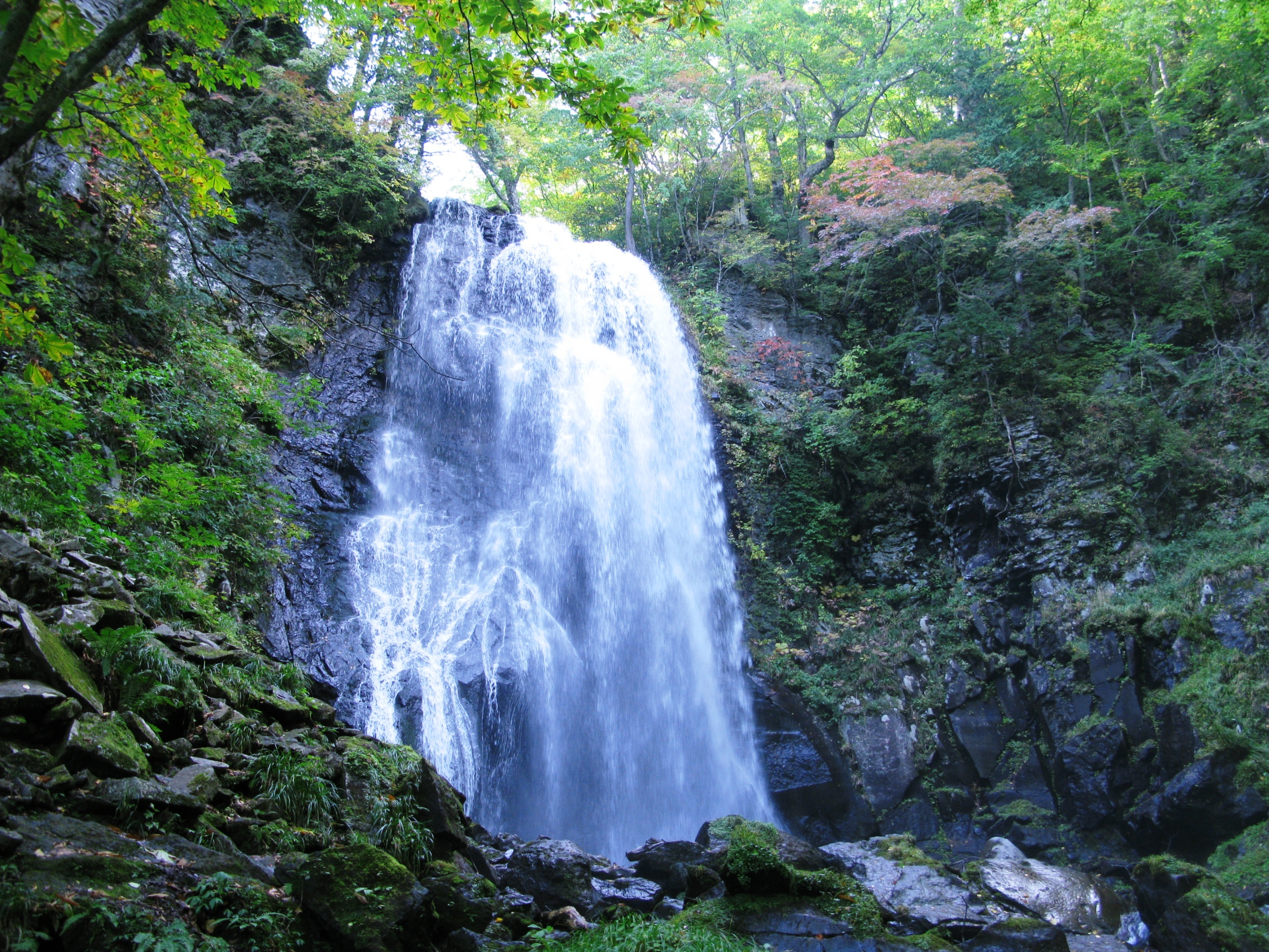
小野川不動滝

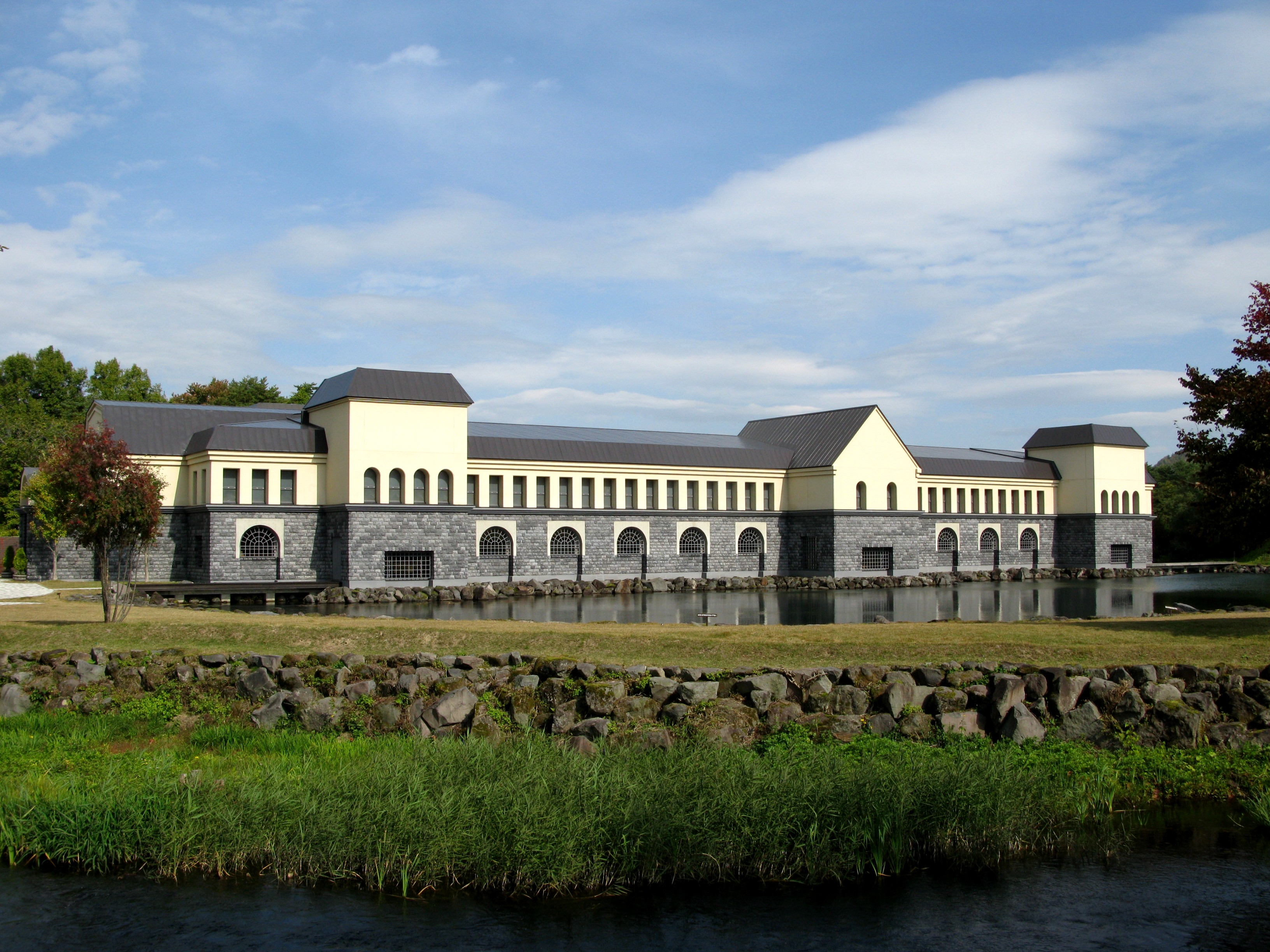
諸橋近代美術館

- ラビスパ裏磐梯 - 1996年に開館した村立の温泉健康増進施設[5]。指定管理者は株式会社ラビスパ[6]。

## 祭事
- 裏磐梯火の山まつり - 明治21年の磐梯山噴火の犠牲者と水没集落に眠る先祖を供養する慰霊祭。毎年７月21日開催[1]。
- 2つ児参り - 2歳児の無病息災を祈願する北山漆薬師如来の縁日。９月７～９日開催[1]。

## 史跡
- 桧原城（伊達政宗の臣・後藤信康が城番）
- 岩山城（蘆名氏家臣・穴沢俊光の居城）
- 柏木城
- 穴沢一族五輪塔